# Tremaine Edmunds
(en) Statistiques sur pro-football-reference
Fe'Zahn Tremaine Edmunds, né le 2 mai 1998 à Danville en Virginie, est un joueur professionnel américain de football américain au poste de linebacker pour la franchise des Bears de Chicago au sein de la National Football League (NFL).
Au niveau universitaire, il a joué pour les Hokies de Virginia Tech représentant l'Institut polytechnique et université d'État de Virginie. Il est sélectionné en 16e choix global lors du premier tour de la draft 2018 de la NFL par les Bills de Buffalo où il reste jusqu'au terme de la saison 2022.

## Biographie

### Jeunesse
Edmunds fréquente la Dan River High School à Ringgold, en Virginie. Il s'engage ensuite auprès de Virginia Tech et y joue au football universitaire avec les Hokies,.

### Carrière universitaire
Edmunds joue pour Virginia Tech de 2015 à 2017 sous les ordres des entraîneurs principaux Frank Beamer et Justin Fuente.
Comme junior en 2017, il est sélectionné comme finaliste pour le Butkus Award après avoir accumulé 108 plaquages et 5,5 sacks.
Après sa saison junior, il décide de ne pas jouer son année senior et se présente à la draft 2018,. Il termine sa carrière universitaire avec 213 plaquages, 10 sacks et une interception.

### Carrière professionnelle
Le 10 janvier 2018, Edmunds publie une déclaration via Twitter, annonçant sa décision de renoncer à sa dernière saison NCAA pour se présenter à la draft 2018 de la NFL. Au NFL Scouting Combine d'Indianapolis, Edmunds effectue la majorité des exercices, mais choisit d’éviter le short shuttle, le three-cone drill et la détente verticale. Parmi tous les linebackers présents, Edmunds termine 5e du sprint de 40 yards, 12e du saut en longueur et 14e à égalité au développé couché (bench press).
Le 14 mars 2018, Edmunds participe au pro day de Virginia Tech, mais choisit de rester sur ses résultats et de ne faire que des exercices de position. Il effectue des visites préliminaires chez les Bills de Buffalo, les Packers de Green Bay et les 49ers de San Francisco,. À la fin du processus de pré-draft, les experts de la draft et les scouts de la NFL estiment qu'Edmunds devrait être choisi lors du premier tour. DraftScout.com et Jeff Legwold, analyste chez ESPN, le classent comme meilleur choix au niveau des linebackers. Il est également classé comme le deuxième meilleur linebacker par Sports Illustrated et deuxième par l'analyste NFL Mike Mayock,,.
| Taille                 | Poids           | Bras               | Main              | Sprint 40 yd | au 10 yd | au 20 yd | 20 yd shuttle | 3 cone drill | Détente verticale | Détente horizontale | BP      |
| ---------------------- | --------------- | ------------------ | ----------------- | ------------ | -------- | -------- | ------------- | ------------ | ----------------- | ------------------- | ------- |
| 6 ft 4 1⁄2 in (1.94 m) | 253 lb (115 kg) | 34 1⁄2 in (0.88 m) | 9 3⁄8 in (0.24 m) | 4.54 s       | 1.60 s   | 2.65 s   | -             | -            | -                 | 9 ft 9 in (2.97 m)  | 19 reps |

Les Bills de Buffalo sélectionnent Edmunds au 16e choix global lors du premier tour de la draft 2018. Pour pouvoir sélectionner Edmunds, les Bills ont du échanger leurs choix de premier tour (22e choix global) et leur choix de troisième tour (65e choix global) contre les choix de premier tour (16e choix global) et de cinquième tour (154e choix global) des Ravens de Baltimore. Âgé de 19 ans, Edmunds devient le plus jeune joueur à avoir été sélectionné dans l'histoire de la NFL. Il est également devenu le deuxième adolescent à être sélectionné lors du premier tour depuis Amobi Okoye en 2007. Son frère, Terrell Edmunds, est sélectionné au 28e choix du premier tour de la draft par les Steelers de Pittsburgh. Tremaine et Terrell deviennent ainsi les premiers frères à être sélectionnés lors du premier tour d'une même draft de la NFL.

### Bills de Buffalo
Le 12 mai 2018, les Bills signent avec Edmunds un contrat garanti d'une valeur de 12,65 millions de dollars sur quatre ans, comprenant une prime à la signature de 7,28 millions,.

#### 2018
Edmunds entre au camp d’entraînement désigné comme linebacker titulaire après le départ de Preston Brown. Il débute aux côtés des linebackers extérieurs Matt Milano et Lorenzo Alexander.
Il fait ses débuts professionnels en saison régulière dans le match d'ouverture de la saison des Bills contre les Ravens de Baltimore. Il y enregistre sept plaquages combinés, deux passes déviées et réalise son premier sack en carrière NFL sur le quarterback Joe Flacco lors du deuxième quart temps,. Edmunds effectue sa première interception en NFL contre les Jets de New York lors de la 14e semaine en interceptant une passe de Sam Darnold. À 20 ans, il devient le plus jeune joueur de l'histoire de la NFL à réussir une interception. Edmunds est nommé meilleur débutant (rookie) défensif NFL du mois de décembre après avoir accumulé pendant cette période, 43 plaquages, 4 passes défendues, 1 sack et 2 interceptions. Sur la saison, il totalise 121 plaquages, deux sacks, deux interceptions et deux fumbles forcés.

#### 2019
Edmunds est nommé capitaine de l'équipe en défense au début de l'année 2019. Il fait son premier sack de la saison en 10e semaine contre les Browns de Cleveland en amenant au sol le quarterback Baker Mayfield dans sa zone d'en-but, inscrivant un safety pour les Bills. En 11e semaine contre les Dolphins de Miami (victoire 37 à 20), Edmunds enregistre un record d'équipe avec 12 plaquages et réussit un demi-sack sur le quarterback Ryan Fitzpatrick. Lors de la 14e semaine contre les Ravens de Baltimore (défaite 17 à 24), Edmunds enregistre 8 plaquages et effectue sa première interception de la saison sur une passe lancée par Lamar Jackson .
Lors du match de wild card contre les Texans (défaite 19 à 22 en prolongation), Edmunds totalise 12 plaquages, un sack sur le quarterback Deshaun Watson  et recouvre un fumble provoqué par Tre'Davious White sur DeAndre Hopkins.
Son bilan en fin de saison est d'une interception, 1½ sacks et 115 plaquages. Il est sélectionné pour le Pro Bowl 2020, le premier de sa carrière, en remplacement de Dont'a Hightower blessé.

#### 2020
En 9e semaine lors de la victoire 44 à 34 contre les Seahawks, Edmunds enregistre 11 plaquages et un sack sur Russell Wilson
.
Malgré une blessure à l'épaule persistante subie lors du match en 1re semaine contre les Jets, Edmunds parvient à récupérer et obtient sa deuxième sélection pour le Pro-Bowl. En quinze matchs de saison régulière, Edmunds totalise 119 plaquages dont 77 en solo, deux sacks, quatre plaquages pour perte et trois passes défendues.
Lors des deux matchs remportés en phase finale par les Bills, il totalise neuf plaquages par match et dévie trois passes. Lors de la défaite 24 à 38 lors de la finale de conférence AFC contre les Chiefs, il réussit sept plaquages.

#### 2021
En mai 2021, les Bills exercent l'option de cinquième année du contrat rookie d'Edmunds pour un montant garanti de 12,716 millions de $ pour ma saison 2022.
En 4e semaine, Edmunds totalise six plaquages et une interception au cours de la victoire 40 à 0 contre les Texans ce qui lui vaut d'être désigné meilleur joueur défensif de la semaine en AFC.

### Bears de Chicago
Le 15 mars 2023, Edmunds signe signe un contrat de quatre ans pour un montant de 75 millions de $ avec les Bears de Chicago.

## Statistiques

### Statistiques universitaires
| Année                     | Équipe                    | Conf.                     | Statut                    | Poste                     |      | MJ  |      | Plaquages | Plaquages | Plaquages | Plaquages | Plaquages |     | Interceptions | Interceptions | Interceptions | Interceptions |  | Fumbles | Fumbles |
| Année                     | Équipe                    | Conf.                     | Statut                    | Poste                     | Seul | MJ  | Ast. | Total     | TFL       | Sacks     | Nb.       | Yards     | Moy | Déf           | FR            | FF            |               |  |         |         |
| *2015                     | Virginia Tech             | ACC                       | FR                        | LB                        | 06   | 06  | 05   | 011       | 02,5      | 00,0      | 0         | 0         | -   | 0             | 0             | 0             |               |  |         |         |
| *2016                     | Virginia Tech             | ACC                       | SO                        | LB                        | 13   | 049 | 045  | 094       | 16,5      | 45,5      | 1         | 9         | 9   | 3             | 1             | 0             |               |  |         |         |
| *2017                     | Virginia Tech             | ACC                       | JR                        | LB                        | 13   | 057 | 051  | 108       | 14,0      | 05,5      | 0         | 0         | -   | 2             | 0             | 3             |               |  |         |         |
| Total (* = Bowls compris) | Total (* = Bowls compris) | Total (* = Bowls compris) | Total (* = Bowls compris) | Total (* = Bowls compris) | 32   | 112 | 101  | 213       | 33,0      | 10,0      | 1         | 9         | 9   | 5             | 1             | 3             |               |  |         |         |

### Statistiques NFL
| Année  | Équipe           | MJ |                 | Plaquages       | Plaquages       | Plaquages       | Plaquages       |                 | Interceptions   | Interceptions   | Interceptions | Interceptions |  | Fumbles | Fumbles |
| Année  | Équipe           | MJ | Total           | Seul            | Ast.            | Sacks           | Nb.             | Yards           | Déf.            | TD              | Nb.           | Rec.          |  |         |         |
| 2018   | Bills de Buffalo | 15 | 080             | 41              | 121             | 2,0             | 2               | 19              | 12              | 0               | 0             | 2             |  |         |         |
| 2019   | Bills de Buffalo | 16 | 115             | 66              | 049             | 1,5             | 1               | 0               | 09              | 0               | 0             | 0             |  |         |         |
| 2020   | Bills de Buffalo | 15 | 119             | 77              | 042             | 2,0             | 0               | 0               | 03              | 0               | 0             | 0             |  |         |         |
| 2021   | Bills de Buffalo | 15 | 108             | 70              | 038             | 0,0             | 1               | 04              | 04              | 0               | 0             | 0             |  |         |         |
| 2022   | Bills de Buffalo | 13 | 102             | 66              | 036             | 1,0             | 1               | 04              | 07              | 0               | 0             | 0             |  |         |         |
| 2023   | Bears de Chicago | ?  | Saison en cours | Saison en cours | Saison en cours | Saison en cours | Saison en cours | Saison en cours | Saison en cours | Saison en cours | ?             | ?             |  |         |         |
| Totaux | Totaux           | 74 | 565             | 359             | 206             | 6,5             | 5               | 27              | 35              | 0               | 0             | 2             |  |         |         |

| Année  | Équipe           | MJ |       | Plaquages | Plaquages | Plaquages | Plaquages |       | Interceptions | Interceptions | Interceptions | Interceptions |  | Fumbles | Fumbles |
| Année  | Équipe           | MJ | Total | Seul      | Ast.      | Sacks     | Nb.       | Yards | Déf.          | TD            | Nb.           | Rec.          |  |         |         |
| 2019   | Bills de Buffalo | 1  | 12    | 08        | 04        | 1,0       | 0         | 0     | 0             | 0             | 0             | 1             |  |         |         |
| 2020   | Bills de Buffalo | 3  | 25    | 14        | 11        | 0,0       | 0         | 0     | 3             | 0             | 0             | 0             |  |         |         |
| 2021   | Bills de Buffalo | 2  | 17    | 13        | 04        | 0,0       | 0         | 0     | 0             | 0             | 0             | 0             |  |         |         |
| 2022   | Bills de Buffalo | 2  | 17    | 14        | 03        | 0,0       | 0         | 0     | 5             | 0             | 0             | 0             |  |         |         |
| Totaux | Totaux           | 8  | 71    | 49        | 22        | 1,0       | 0         | 0     | 8             | 0             | 0             | 1             |  |         |         |

## Vie privée
Ses frères, Trey et Terrell, ont également joué au football universitaire à Virginia Tech,. Ils évoluent tous deux chez les Steelers de Pittsburgh, Terrell comme safety et Trey comme membre de l'équipe d'entraînement (la practice squad). Leur père, Ferrell Edmunds (en), a également joué en NFL (Miami et Seattle) et fut sélectionné au Pro Bowl à deux reprises.